# Тамаруго сірий
Тамару́го сірий (Conirostrum cinereum) — вид горобцеподібних птахів родини саякових (Thraupidae). Мешкає в Андах.

## Підвиди
Виділяють три підвиди:

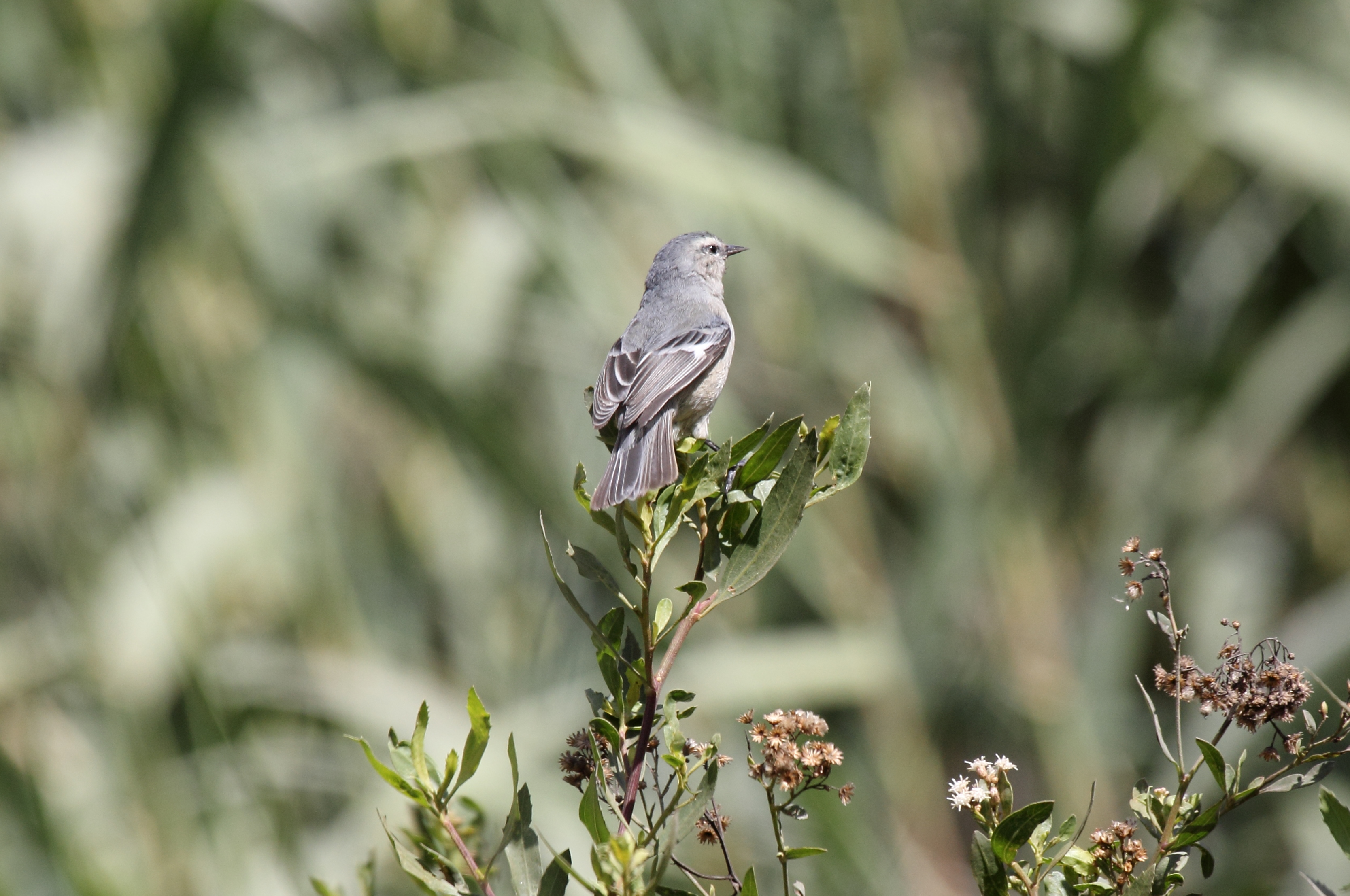
Сірий тамаруго

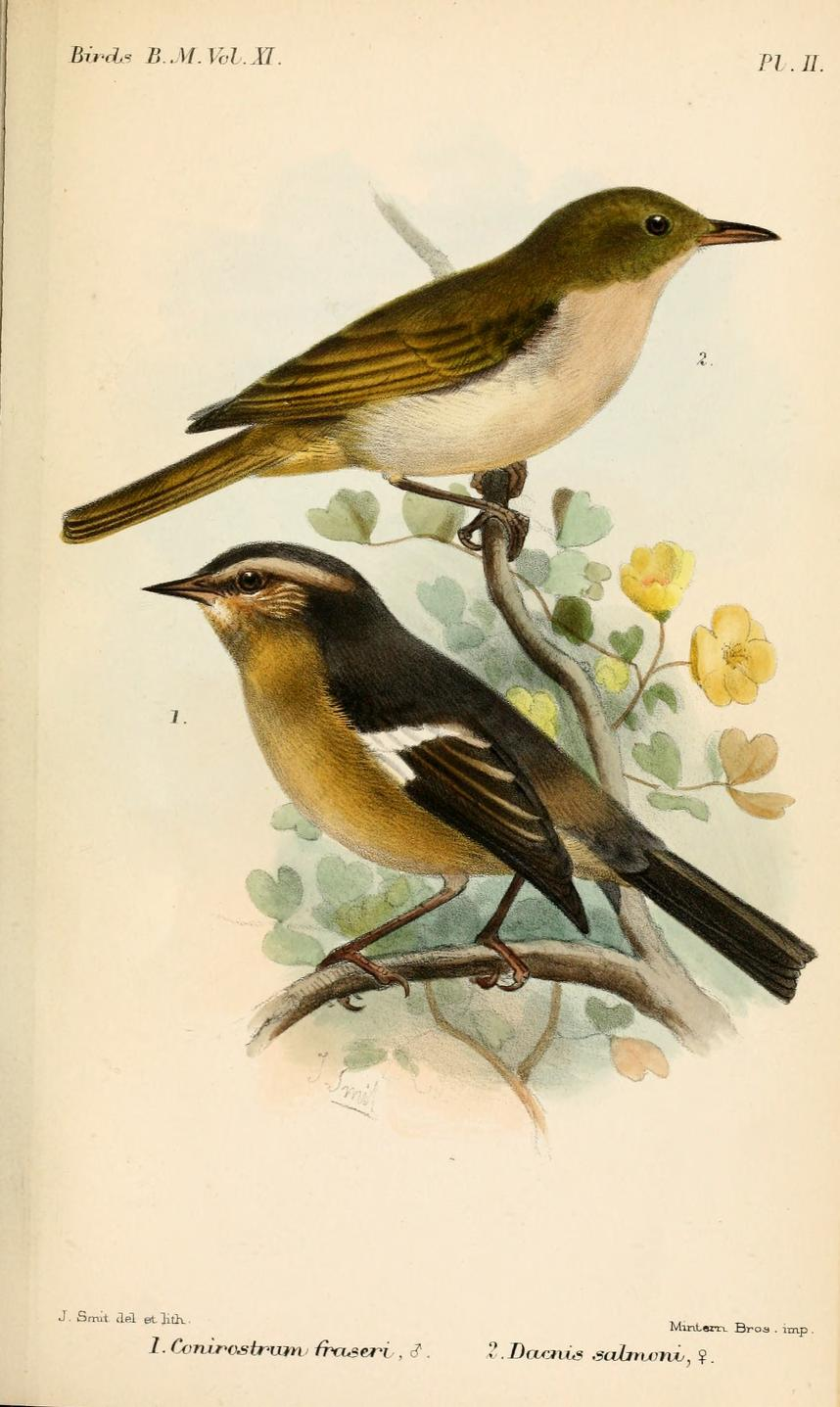
Сірий тамаруго (знизу)

- C. c. fraseri Sclater, PL, 1859 — Центральний і Східний хребти Колумбійських Анд, Еквадорські Анди;
- C. c. littorale Berlepsch & Stolzmann, 1896 — західні схили Анд в Перу та на півночі Чилі (на південь до Тарапаки);
- C. c. cinereum d'Orbigny & Lafresnaye, 1838 — Анди на південному сході Перу та на заході Болівії.

Деякі дослідники виділяють підвид C. c. fraseri у окремий вид Conirostrum fraseri.

## Поширення і екологія
Сірі тамаруго мешкають в Колумбії, Еквадорі, Перу, Чилі і Болівії. Вони живуть у високогірних чагарникових заростях та в садах. Зустрічаються переважно на висоті від 2500 до 4000 м над рівнем моря, однак в Чилі і Перу зустрічаються на рівні моря.